# 72
| [ Edytuj tabelę ] |                         |
| Cesarz Chin       | - 57 Han Mingdi 75      |
| Władca Korei      | - 53 T’aejodae 146      |
| Król Nabatei      | - 70 Rabel II Soter 106 |
| Papież            | - 67 Linus 79           |
| Król Partów       | - 51 Wologazes I 78     |
| Cesarz Rzymu      | - 69 Wespazjan 79       |

Rok 72 / LXXII
stulecia: I wiek p.n.e. ~
I wiek ~
II wiek

lata: 62 «
67 «
68 «
69 «
70 «
71 «
72
» 73
» 74
» 75
» 76
» 77
» 82

## Wydarzenia
- Azja
  - Rzymianie zdobyli Kommagenę